# Ford Station Wagon
Der Ford Station Wagon - Serie war ein PKW-Kombi-Modell von Ford, das in den Modelljahren 1955–1968 zur eigenen Serie erklärt wurde. Vor 1955 und nach 1968 wurden diese Modelle den jeweiligen Limousinenmodellreihen zugeordnet.

## Modelle Jahr für Jahr

### Modelle A5, U5, A6, U/M/P-6, A7, A8 und A9 (1955–1959)

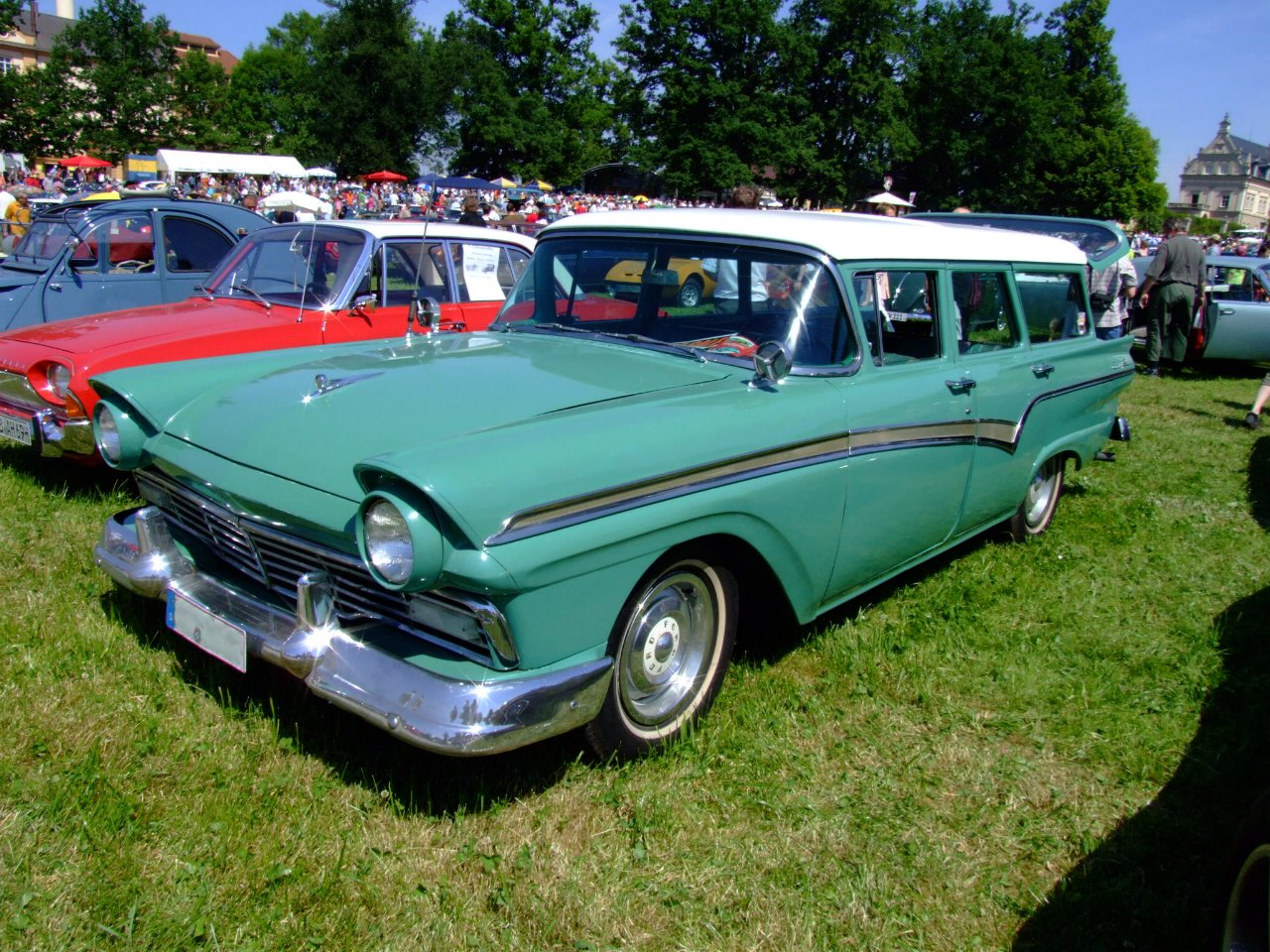
Ford Country Sedan (1957)

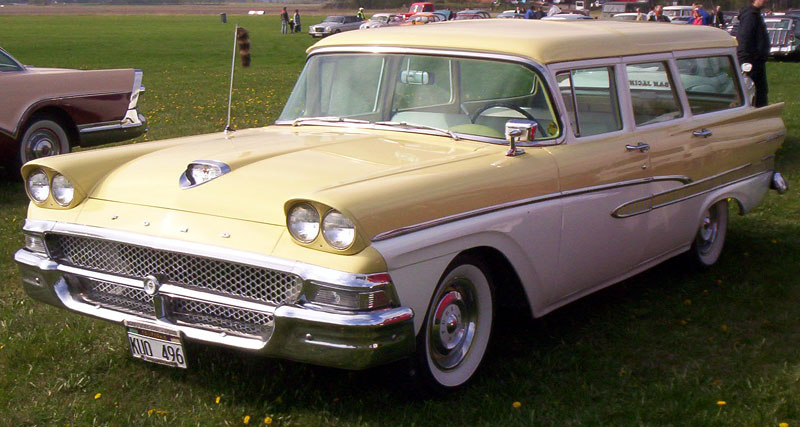
Ford Country Sedan (1958)

1955 wurden die Kombimodelle, die bisher den einzelnen Modellreihen zugeordnet waren, erstmals als eigene Modellreihe vorgestellt. Wie ihre Limousinen-Pendants hatten die Wagen eine Trapezform, einzelne Scheinwerfer über dem breiten Kühlergrill und deutliche Heckflossen mit großen, runden Rücklichtern. Die Dreitürer hießen Ranch Wagon (Basismodell) und Custom Ranch Wagon (Spitzenmodell), die Fünftürer waren entsprechend in Country Sedan und Country Squire unterteilt. Als Motorisierung diente entweder ein Sechszylinder-Reihenmotor mit 3654 cm³ Hubraum, der 120 bhp (88 kW) bei 4000/min abgab oder ein V8-Motor mit 4457 cm³ Hubraum, der bei 4.500/min. 162 bhp (119 kW) leistete.
Im Modelljahr 1956 gab es keine wesentlichen Veränderungen im Styling. Der Custom Ranch Wagon wurde zur mittleren Ausstattungsvariante bei den Dreitürern, während das Spitzenmodell nun Parklane Wagon hieß. Der Sechszylinder legte um 17 bhp zu und leistete nun 137 bhp (101 kW) bei 4200/min Auch der V8-Motor bekam eine Leistungsspritze und lieferte nun 173 bhp (127 kW) bei 4400/min.
1957 gab es ein komplett neues Styling mit noch ausgeprägterer Trapezform. Die Scheinwerfer hatten zusätzliche Schuten erhalten. Der Custom Ranch Wagon und der Parklane Wagon wurden durch den neuen Del Rio ersetzt, nun das Spitzenmodell der Dreitürer. Der Sechszylinder hatte erneut an Leistung zugelegt und brachte es nun auf 144 bhp (106 kW) bei 4200/min., während der V8-Motor 190 bhp (140 kW) bei 4500/min. abgab.
Im Modelljahr 1958 stand die nächste große Überarbeitung an. Anstatt der einzelnen Scheinwerfer gab es nun nebeneinander liegende Doppelscheinwerfer und einen schmaleren Kühlergrill, der von den rechteckigen Blinkleuchten eingerahmt wurde. Die Basisausstattung des Fünftürers hieß ebenfalls Ranch Wagon und der Country Sedan stellte die mittlere Ausstattungsvariante dar. Der Del Rio entfiel. Der Sechszylindermotor legte um 1 bhp zu, der V8-Motor um ganze 15 bhp auf 205 bhp (151 kW).
1959 fielen die stilistischen Veränderungen eher gering aus: eine etwas eckigere Front und noch größere runde Rücklichter. Der Radstand wurde von 116″ auf 118″ vergrößert und der V8-Motor leistete nur noch 200 bhp (147 kW), allerdings schon bei 4400/min.
In den ersten fünf Jahren der Serie entstanden 1.177.066 Station Wagon.

### Modell V (1960–1968)

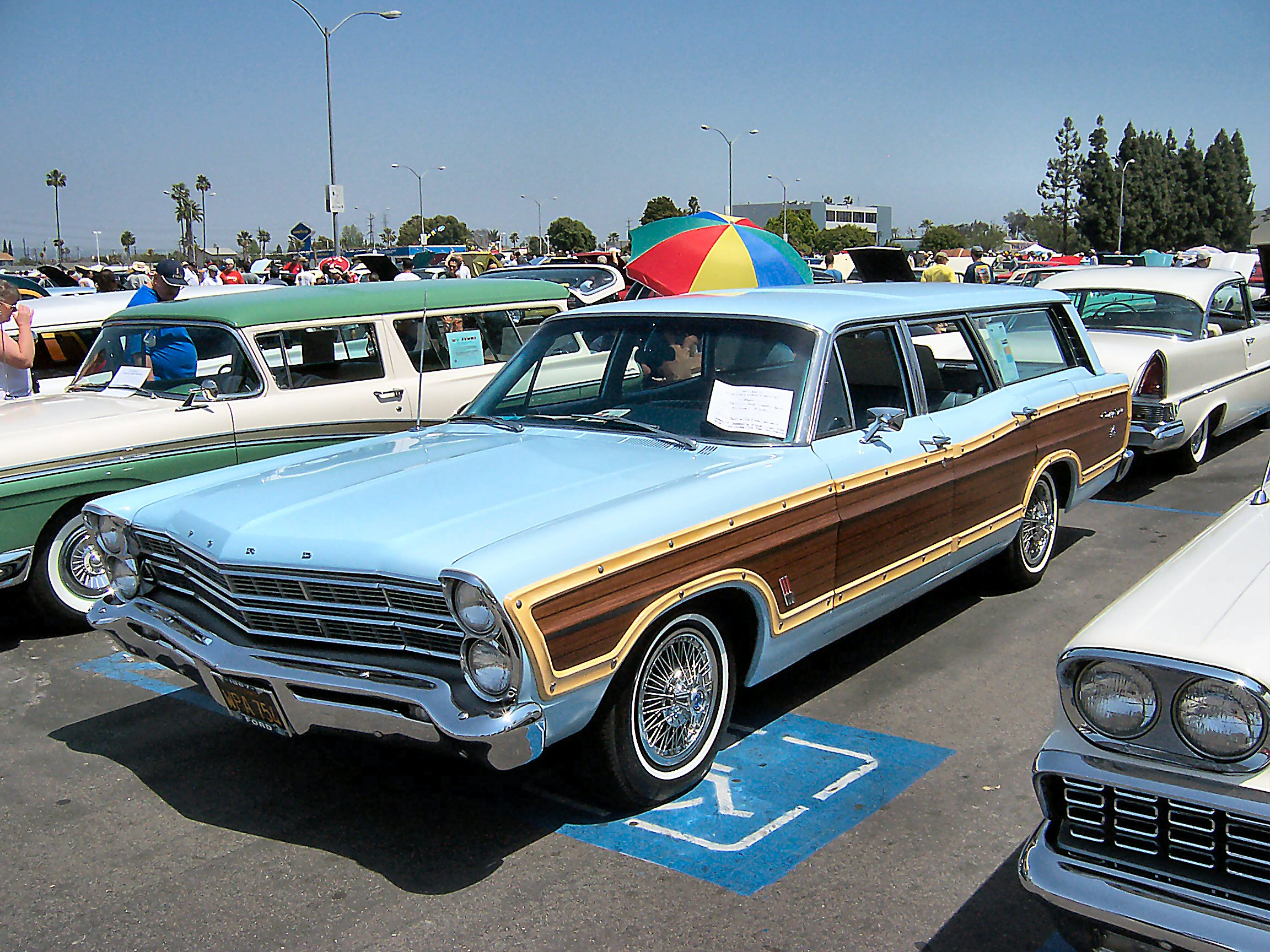
Ford Country Squire (1967)

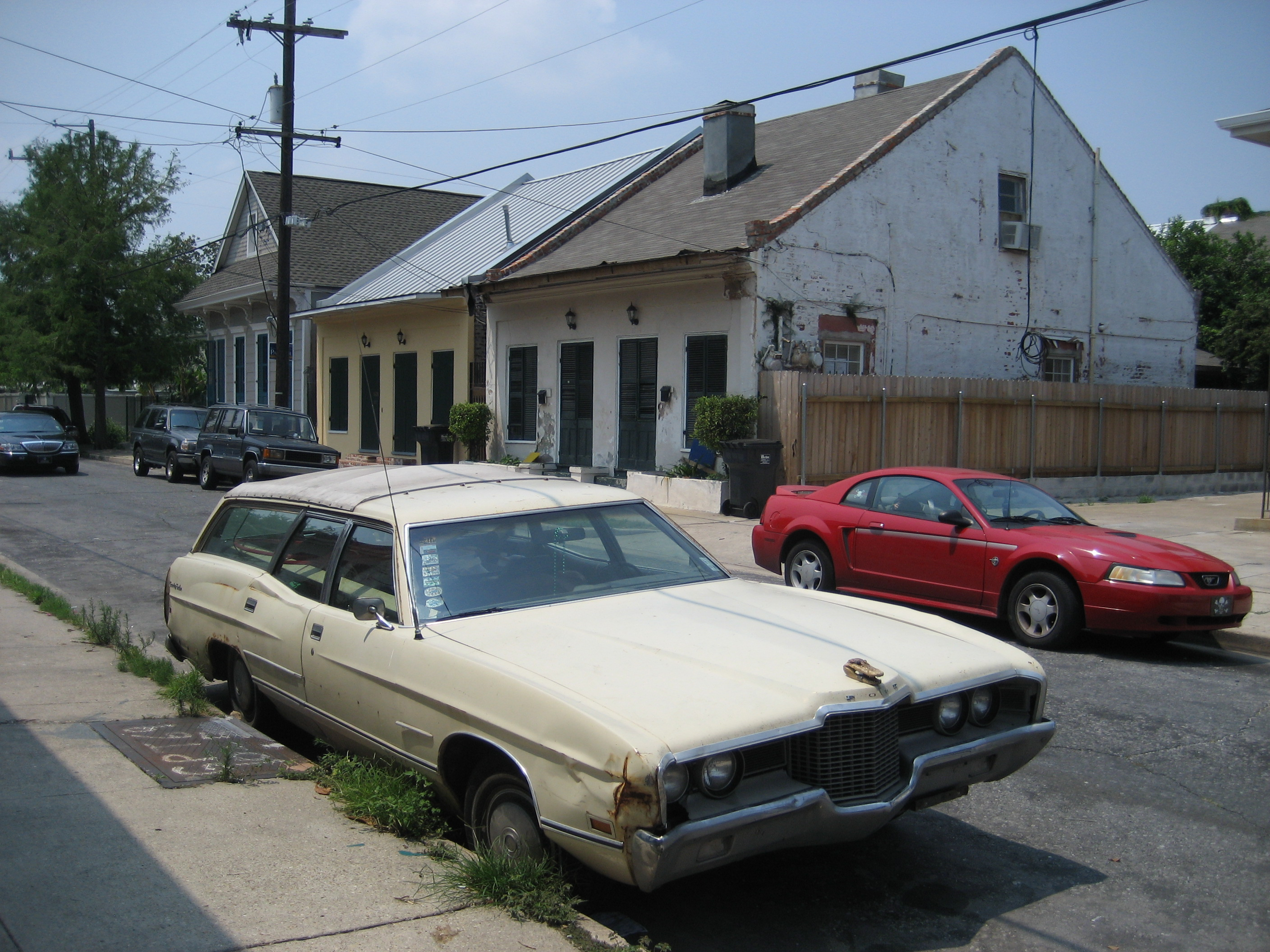
Ford Country Sedan (1968)

Im Oktober 1959 kam ein komplett neues Styling. Die Doppelscheinwerfer standen nun nicht mehr über dem Kühlergrill, sondern waren seitlich in ihm integriert. In der Mitte war die Motorhaube leicht nach unten gezogen, sodass der Kühlergrill dort ein paar Zentimeter niedriger erschien. Der Radstand wurde auf 119″ vergrößert. Die Leistung des V8-Motors sank auf 185 bhp (136 kW) bei 4200/min. Den Dreitürer gab es nur noch in der einfachsten Ausstattung, als Ranch Wagon.
Auch 1961 wurde das erst ein Jahr alte Gesicht der Ford-Modelle komplett überarbeitet. Der Kühlergrill war nun in gleichbleibender Höhe und hatte einen breiten, horizontalen Chromstab in der Mitte. Die Motorleistungen sanken weiter ab: Der Sechszylinder leistete nur noch 135 bhp (99 kW), während der V8 es auf 175 bhp (129 kW) brachte.
1962 wurde das Styling nur aufgefrischt. Der Chromstab im Kühlergrill entfiel wieder. Ebenfalls entfielen die 3-türigen Kombimodelle komplett. Die Leistung des Sechszylinders stieg wieder auf 138 bhp (101 kW), die des V8 fiel weiter auf 170 bhp (125 kW).
1963 stand erneut eine Auffrischung des Stylings an. Die Chromstoßfänger wurden noch wuchtiger, die Seitendekore verschwanden und in der Mitte des breiten Aluminium-Kühlergrills prangte ein großes Ford-Emblem. Auch die 5-türigen Ranch-Wagon wurden nicht mehr angeboten, sodass der Country Sedan nun die Basisausstattung darstellte und der Country Squire das Spitzenmodell. Der Sechszylindermotor blieb unverändert, während der neue Challenger 289 V8 mit 4735 cm³ Hubraum und 195 bhp (143 kW) bei 4400/min die Achtzylindermodelle antrieb.
1964 wurden die Karosserien wieder deutlicher überarbeitet. Die Heckflossen waren verschwunden und hatten dem nüchternen Design der 1960er-Jahre Platz gemacht. Geblieben waren die Doppelscheinwerfer und die riesigen, runden Rücklichter. Die Motoren wurden ebenso unverändert aus dem Vorjahr übernommen wie das Angebot an Ausstattungen.
1965 kam ein komplett neues Styling. Die Doppelscheinwerfer saßen nun übereinander an den Enden des breiten Kühlergrills mit vertikalen Chromstäben. Es gab wieder einen 5-türigen Ranch Wagon als Basisausstattung. Der neue Sechszylindermotor hatte 3.933 cm³ Hubraum und leistete 150 bhp (110 kW) bei 4000/min., der V8-Motor war auf 4736 cm³ aufgebohrt worden und lieferte 200 bhp (147 kW) bei 4400/min.
Nur kleine Änderungen am Kühlergrill sah man bei den 1966er-Modellen. Auch technisch blieb alles beim Alten. Auch 1967 blieb es bei kleinen Änderungen an der Fahrzeugfront.
Im Modelljahr 1968 war wieder eine größere Überarbeitung fällig: Die Front zeigte einen breiten Kühlergrill in V-Form mit nebeneinander eingelassenen Doppelscheinwerfern. Über den hinteren Radausschnitten hatte sich ein eleganter „Hüftschwung“ eingeschlichen. Die Ausstattungen wurden neu aufgeteilt: Der Ranch-Wagon stellte weiterhin die Basisausstattung dar, darüber rangierte der neue Custom Wagon. Die Spitzenausstattung des Sechszylindermodells war der Country Sedan, den es auch als Achtzylinder gab. Nur bei den Achtzylindermodellen wurde der Country Squire als Spitzenmodell angeboten. Technisch gab es wenig Änderungen; nur der V8-Motor leistete nun 5 bhp weniger (195 bhp / 143 kW bei 4600/min.).
Ab 1969 waren die Kombimodelle wieder den einzelnen Limousinenbaureihen zugeordnet. In der Custom- / Custom-500-Serie gab es einen Ranch Wagon, in der Galaxie-500-Serie einen Country Sedan und der Country Squire war der LTD-Serie vorbehalten, während in der Kombi der Fairlane-Serie einfach Station Wagon hieß.
In den neun Jahren der 1960er-Jahre entstanden 1.473.281 Kombis der Station-Wagon-Serie (ohne die Kombis der kleinen Falcon-Serie die separat zu dieser gezählt werden).